# Amiina
Amiina, anciennement Amína,  est un groupe islandais d'indie pop, originaire de Reykjavik. Il utilise principalement des instruments à corde. Il est initialement composé de quatre femmes : Edda Rún Ólafsdóttir, Hildur Ársælsdóttir, María Huld Markan Sigfusdottir, et Sólrún Sumarliðadóttir.
Depuis 1999, elles collaborent avec le groupe Sigur Rós en studio et en concert ; elles ont aussi assuré leur première partie lors de la tournée suivant la sortie de l'album Takk.... Elles ont également repris la musique Doctor Finkelstein/In the Forest du film L'Étrange Noël de monsieur Jack dans l'album The Nightmare Revisited paru en 2008. Entre les concerts de sa tournée 2005-2006, le groupe travaille sur un premier album. 

## Biographie
Avant d'adopter le nom de Amiina, le groupe est à l'origine un quatuor formé dans les années 1990 alors que les membres étudiaient les instruments à cordes au Reykjavík College of Music. Le groupe commence à jouer de la musique classique, mais finit par varier en jouant avec d'autres groupes locaux de Reykjavík : María et Hildur aux violons, et Sólrún au violoncelle.
En 1999, le quatuor se joint à Sigur Rós sur scène. La collaboration continuera alors avec Amiina jouant des instruments à cordes aux tournées de Sigur Rós, et notamment sur l'album à succès ( ) et ses suites Takk..., et Með suð í eyrum við spilum endalaust. Amiina enregistre les cordes sur l'album Valtari de Sigur Rós, mais n'assiste plus ce dernier en tournée. Leur première tournée en solo se fait en Europe et en Amérique en octobre et novembre 2006.
Leur premier EP s'intitule animamina. Il est suivi par un single, Seoul. Leur premier album studio, Kurr, est publié le 21 mars 2007, à leur propre label, Bláskjár. Il est réédité chez Ever Records en juin 2007. Elles reviennent jouer en Europe et en Amérique à la fin 2007. La chanson Hilli (at the Top of the World) est publiée le 10 décembre 2007 comme second single de l'album Kurr. Elle fait participer Lee Hazlewood au chant.
Amiina apparait dans le film islandais Brúðguminn.
L'enregistrement de leur deuxième album, Puzzle, démarre au printemps ou en été 2010,, et l'album est publié le 27 septembre 2010 localement, puis à l'international l'année suivante en 011.
À la fin 2012, Amiina enregistre The Lighthouse Project. Il s'agit d'un projet démarré en 2009, quand le groupe s'est produit dans des phares et d'autres lieux étroits et inhabituels en Islande. «La musique a été composée spécialement pour des lieux exigus. L'inspiration est venue la première fois que le groupe a joué dans un phare. Un homme dans le public décrivait ainsi son expérience du concert : depuis le dernier étage du phare, il avait l'impression que la musique s'élevait dans la structure et s'échappait vers l'océan, comme si le phare projetait de la musique à la place de la lumière», a expliqué le groupe. Les titres de The Lighthouse Project ont ensuite été enregistrés en studio dans les conditions du live pour reproduire l'atmosphère de cette tournée. The Lighthouse Project a été publié comme EP en juin 2013, distribué par Morr Music.
Amiina a publié un album intitulé Fantômas le 25 novembre 2016. Il s'agissait d'abord d'une bande originale pour le film muet sorti en 1913, Fantômas. Les morceaux ont été joués pour la première fois à Paris au Théâtre du Châtelet, pour un événement célébrant les cent ans du film de Louis Feuillade à l'occasion d'Halloween, avec les musiciens James Blackshaw (en), Tim Hecker, Loney, Dear et Yann Tiersen.
En décembre 2022, Amiina sort Yule, un album rassemblant des interprétations instrumentales de chansons de noël. Sur la pochette de l'album figure une photo de la composition d'origine du groupe, y compris Hildur Ársælsdóttir et Edda Rún Ólafsdóttir.

## Discographie

### Albums studio
- 2007 : Kurr
- 2010 : Puzzle
- 2016 : Fantômas
- 2022 : Yule

### EP et singles
- 2004 : AnimaminA (EP)
- 2006 : Seoul (single)
- 2009 : Re Minore (EP)
- 2007 : What Are We Waiting for ?
- 2010 : Over and Again
- 2013 : The Lighthouse Project
- 2020 : Attic series 1
- 2021 : Beacon
- 2021 : Pharology